# Thug Life (film)
Pour plus de détails, voir Fiche technique et Distribution.
Thug Life est un thriller d'action indien réalisé par Mani Ratnam et sorti en 2025,.

## Fiche technique
Sauf indication contraire, les informations mentionnées dans cette section peuvent être confirmées par les bases de données cinématographiques IMDb et Allociné,  présentes dans la section « Liens externes ».
- Titre original : Thug Life
- Réalisation : Mani Ratnam
- Scénario : Mani Ratnam et Kamal Haasan
- Musique : Allah Rakha Rahman
- Décors : Poonam Agarwal et Deshmukh Vishakha
- Costumes : Eka Lakhani et Amritha Ram
- Photographie : Ravi K. Chandran
- Son : Shubhankar Joshi et Anand Krishnamoorthi
- Montage : A. Sreekar Prasad
- Production : Siva Ananth, Kamal Haasan, R. Mahendran et Mani Ratnam
  - Production exécutive : Alek Conic
  - Coproduction : Disney
  - Production déléguée : Chintu B. Mohapatra et Barani Sakthivel
- Société de production : Madras Talkies, Raajkamal Films International et Red Giant
- Société de distribution : AP International
- Pays de production :  Inde
- Langue originale : tamoul, télougou, kannada, malayalam et hindi
- Format : Thriller d'action
- Durée : 150 minutes
- Dates de sortie :
  - Inde : 5 juin 2025
  - France : 6 juin 2025

## Distribution
- Kamal Haasan
- Silambarasan
- Trisha Krishnan
- Nassar
- Abhirami Bose